# Josep Estrada i Garriga
Josep Estrada i Garriga (Granollers, provincia de Barcelona, 10 de marzo de 1912 - ibíd., 9 de octubre de 2001) fue un arqueólogo e historiador aficionado español.
Josep Estrada fue pionero de la arqueología en Vallés Oriental y se convirtió en una referencia en la arqueología de campo en Cataluña. Además, se destacó por su labor como historiador local de Granollers. Fue uno de los fundadores de la Agrupación Excursionista de Granollers.
Perteneciente a una familia humilde, tuvo que barrer la escuela para poder asistir a clases. Su interés por la arqueología surgió a los 15 años cuando encontró una moneda romana en el huerto de su casa. En 1944, contrajo matrimonio con Feli Miyares Morante en la iglesia románica de San Félix de Canovellas.